# Comin’ in Hot
«Comin’ in Hot» — песня американской рэп-рок-группы Hollywood Undead, четвёртый сингл и третий трек с их второго студийного альбома American Tragedy. У песни существует альтернативная версия, которая была представлена в январе 2011 года. Как сингл оригинал вышел 9 апреля, после выхода альбома. В тот же день вышло видео на песню.

## Создание
Альтернативная версия трека стала доступна в январе на официальной странице группы в социальной сети Facebook в качестве сингла в поддержку будущего альбома. 5 апреля состоялся релиз альбома American Tragedy. Через четыре дня, 9 апреля, песня вышла как четвёртый официальный сингл к альбому (после «Hear Me Now», «Been to Hell» и «Coming Back Down»). Видео вышло в тот же день.

## Музыкальное видео
Официальное видео, созданное Кэт Генри (англ. Kat Henry) и Робертом Корби (англ. Robert Corbi), вышло на экраны 9 апреля 2011 года. Сильви Лесас (англ. Sylvie Lesas) из Evigshed заметила, что предыдущие видео из альбома — «Hear Me Now» и «Been to Hell» — были серьёзными и очень мрачными, тогда как видео «Comin’ in Hot», снятое в комическом стиле, выполнено совсем в других тонах. Видео начинается в стиле вестернов. Бо́льшую часть видео группа предстаёт без масок. Вначале без музыки Funny Man, Charlie Scene и J-Dog возделывают землю. По их внешнему виду понятно, что они изображают мексиканцев. Они обсуждают владельца поля, которого исполняет Johnny 3 Tears, и его прекрасных дочерей. В это время Da Kurlzz подбрасывает сено, Danny сидит в тракторе. На протяжении первого куплета, исполняемого Charlie Scene, фермеры продолжают возделывать поле. Затем  фермеры садятся за стол, девушки дают им еду и выпивку. Второй куплет исполняют Funny Man и Charlie Scene. Припев поёт Danny и Charlie Scene. После этого посреди поля появляется группа уже в масках.

## Отзывы
22 января 2011 года издание Evigshed оценило песню в 10 баллов из 10.

## Участники записи
Hollywood Undead
- Charlie Scene — вокал
- Da Kurlzz — ударные
- Danny — вокал
- Funny Man — вокал
- J-Dog — ритм-гитара, синтезатор
- Johnny 3 Tears - бас-гитара

Продюсеры
- Дон Гилмор
- Гриффин Бойс
- Кэт Генри
- Роберт Корби